# مناجات امیرعلیشیر نوایی
مناجات از جمله آثار شاعر، سیاستمدار و دانشور برجسته روزگار تیموری، امیرعلیشیر نوایی است. این کتاب بر خلاف رساله مفردات (در فن معما) و دیوان فانی نه به فارسی بلکه همچون بیشینه آثار امیرعلیشیر نوایی به ترکی جغتایی نگاشته شده‌است.
برخی از پژوهشگران بر آن باورند که این اثر رساله مستقلی نبوده، بلکه مقدمه‌ای بوده که امیرعلیشیر نوایی بر کلیات دیوان خود نگاشته‌است.

تصویر صفحه نخست مناجات امیرعلیشیر نوایی به خط ازبکی

این کتاب به نثر مسجع بوده و گویا با الگوبرداری از مناجات‌های فارسی صوفی مشهور سده پنجم هجری، خواجه عبدالله انصاری نوشته شده‌است.

## نمونه مناجات امیرعلیشیر نواییترجمه فارسی
الهی اکرم الاکرمینی و من گناهکارم
الهی ارحم الراحمینی و من تیره روزگارم
الهی در خواب غفلتم، بیدارم کن و مست جهالتم، هوشیارم کن
الهی توفیق طاعت ده، از ریاکاری وارهان، سعادت عبادت ده، از خطاکاری وارهان
الهی علیل بی علاج دردم مکن و ذلیل بی مروت نامردم مکن
الهی مرا ز مذلت بی اصلان وارهان و ز تهمت بی دیانتان وارهان
الهی مرا پابند صحبت جاهل مگردان و حاجتمند حشمت اراذل مگردان
الهی مرا ز ملامت ناسپاسان مهجور دار و در خصوصیت حق شناسان محشور دار